# 李合珠
李 合珠（り ごうしゅ、1920年 - 1986年8月16日）は、日本の実業家、台湾の政治家である。中台工業（現在のエイチアイインターナショナル）創業者・社長。東京中華学校評議員、日本中華連合総会会長を歴任した。中国国民党の政治家としては、台湾の僑選立法委員（在外立法委員）を務めた（1980年 - 1986年）。紺綬褒章受章者、僑光獎章受章者。「東京大飯店」の創業者として知られる。

## 人物・来歴
1920年（大正9年）、台湾新竹州大渓郡（現：桃園市大渓区）に生まれる。
台北州基隆市（現：台湾省基隆市）の商業学校を卒業し、1940年（昭和15年）、東京に移住、早稲田大学理工学部建築科に進学し、のちに中央大学経済学部に学び卒業、1945年（昭和20年）8月15日の第二次世界大戦終結後も東京に残り、三菱電機に勤務した。同社を退職し、1946年（昭和21年）3月、個人事業としてパチンコ機械製造事業を開始、「中台式」は当時のパチンコ市場において一世を風靡したという。
1952年（昭和27年）には、新橋および有楽町にキャバレー「クリッパー」および「ニュークリッパー」を開業する。当時画期的だった「日曜営業」「サービスタイム」という制度を導入、同業界に新風を巻き起こした。1953年（昭和28年）3月、従来の個人経営を改め、中台工業の前身、中台公司を創業している。1955年（昭和30年）には、足立区千住を皮切りに、東村山市久米川、世田谷区烏山等の宅地開発を手がけた。1956年（昭和31年）3月には、中台工業株式会社を設立するとともに、新宿区歌舞伎町511番地（現在の同区歌舞伎町1丁目27番5号）に本社ビル（中台工業ビル、現在の中台ビル）を竣工、同ビルにキャバレー「リド」、音楽喫茶「ラ・セーヌ」を開業した。「劇場スタイルの音楽喫茶」という当時画期的な店であった「ラ・セーヌ」では、早川真平とオルケスタ・ティピカ東京が演奏を行い、藤沢嵐子、菅原洋一らが舞台に立った。また、同ビル1階には、林以文の惠通企業（現在のヒューマックス）が経営する新宿名画座（のちの新宿ジョイシネマ3）が入居、同時に開業している。1960年（昭和35年）には、中台工業を本格的に不動産業にシフトさせ、田無市（現在の西東京市）等の郊外に宅地分譲を開始、同年4月には新宿区三光町（現在の同区新宿5丁目17番13号）に大型の中国料理店「東京大飯店」を開店した。
1962年（昭和37年）2月、豊島区東池袋に中台工業の本社ビルを新築・落成して本社を移転、同ビルの地下1階にキャバレー「スイス」を開店する。同年、紺綬褒章を受章する。1963年（昭和38年）から静岡県伊東市におけるマンションやリゾートの開発を開始、ホテル「清風閣」を手がけた。評議員を務めていた東京中華学校にプールの建設資金700万円（当時）を寄贈、名を冠して「合珠池」と命名された。1971年（昭和46年）11月26日、台湾政府から僑光獎章を受章する。1974年（昭和49年）10月には、東京大飯店を地上9階・地下3階に建替えて、「JCビル」として新装開館している。1976年（昭和51年）4月16日には、同年3月26日に亡くなった林以文の後を引き継ぎ、日本中華連合総会会長に就任、以降、亡くなるまで在任した。
1980年（昭和55年）4月、池袋の本社ビル（東池袋1丁目20番6号）を改築し、ビジネスホテル「プラザイン池袋」として開業した。同年12月6日、1980年中華民国立法委員増額選挙において台湾の僑選立法委員（在外の立法委員、日本の国会議員に相当）に選出され、1983年（昭和58年）12月3日にはさらに改選されて選出、以降、亡くなるまで在任した。同年11月、銀座・数寄屋橋（中央区銀座4丁目2番12号）の銀座クリスタルビルに、東京大飯店銀座店として中華料理レストラン「龍皇」を開店している。1984年（昭和59年）には、中国国民党の中央党務顧間を務めた。
1986年（昭和61年）8月16日、脳出血のため死去した。同年同月30日、葬儀が行われ、亜東関係協会駐日代表の馬紀壮ほか500名が参列した。翌1987年（昭和62年）7月29日、褒揚令により、台湾政府から称号を授与された。中台工業の二代目社長には、妻の林麗美が就任し、1995年（平成7年）7月5日の二代目の没後は、娘の李純京が三代目社長に就任した。2003年（平成15年）10月、中台工業株式会社はエイチアイインターナショナル株式会社に商号変更を行った。